# 10 lipca
10 lipca jest 191. (w latach przestępnych 192.) dniem w kalendarzu gregoriańskim. Do końca roku pozostaje 174 dni.

## Święta
- Imieniny obchodzą: Aleksander, Amalberga, Aniela, Antoni, Askaniusz, Bianor, Daniel, Emanuel, Engelbert, Filip, January, Leoncjusz, Maurycja, Maurycy, Nasława, Racimir, Rufina, Rzędziwoj, Samson, Sekunda, Sylwan, Witalis i Zacheusz.
- Bahamy – Święto Niepodległości
- Mauretania – Święto Sił Zbrojnych
- Wspomnienia i święta w Kościele katolickim[1][2] obchodzą:
  - św. Amalberga z Maubeuge (zakonnica)
  - św. Amalberga z Temse (zakonnica)
  - św. Antoni Pieczerski (opat)
  - św. Feliks, Filip, January, Aleksander, Witalis, Marcjalis i Sylwan (tzw. Siedmiu Świętych Braci)[3]
  - święte Rufina i Sekunda (męczennice rzymskie)
  - św. Wiktoria z Sabiny i św. Anatolia (męczennice)
  - św. Tiridates III oraz święte Aszchen i Chosrowiducht (obrządek ormiański)[4]

## Wydarzenia w Polsce
- 1455 – Wojna trzynastoletnia: wypad krzyżackiej załogi Gniewu zdobył i splądrował miasto i port w Świeciu, całkowicie rozbijając działające w oparciu o to miasto prozwiązkowe stronnictwo rycerstwa pomorskiego, którego przywódcy zginęli lub znaleźli się w niewoli, chociaż Krzyżacy nie podjęli próby zdobycia miejscowej twierdzy.
- 1530 – Cesarz Karol V Habsburg zatwierdził herb Wrocławia.
- 1591 – W Wilnie wybuchły zamieszki na tle religijnym.
- 1649 – Powstanie Chmielnickiego: rozpoczęła się obrona Zbaraża.
- 1651 – Powstanie Chmielnickiego: wojska polskie zadały Kozakom ostateczną klęskę na bagnach nad rzeką Płaszówką, co zakończyło bitwę pod Beresteczkiem (28 czerwca-10 lipca).
- 1657 – Potop szwedzki: szwedzcy żołnierze podpalili, nieistniejącą już, kolegiatę św. Marii Magdaleny w Poznaniu.
- 1660 – Filozof, teolog, ideolog i kaznodzieja ariański Andrzej Wiszowaty wyjechał na zawsze z Polski.
- 1682 – Król Jan III Sobieski mianował Stanisława Węgłowskiego na stanowisko króla cygańskiego w Koronie i Wielkim Księstwie Litewskim.
- 1715 – Wmurowano kamień węgielny pod budowę kościoła Świętej Trójcy we Wrocławiu.
- 1737 – We Wschowie podpisano konkordat ze Stolicą Apostolską.
- 1794 – Insurekcja kościuszkowska: stoczono bitwy pod Błoniem, Kolnem, Rajgrodem i Raszynem.
- 1812 – Inwazja Napoleona na Rosję: klęska polskiej dywizji kawalerii gen. Aleksandra Rożnieckiego w bitwie pod Mirem.
- 1814 – Ludwik Osiński został dyrektorem Teatru Narodowego w Warszawie.
- 1831 – Powstanie listopadowe: zwycięstwo powstańców w III bitwie pod Kałuszynem.
- 1863 – Powstanie styczniowe: zwycięstwo powstańców w bitwie pod Ossą.
- 1865 – We Wrocławiu założono Ogród Zoologiczny.
- 1877 – We Wrocławiu uruchomiono tramwaj konny.
- 1930 – Ukazało się pierwsze wydanie czasopisma „Skrzydlata Polska”.
- 1934 – Zdelegalizowano Obóz Narodowo-Radykalny.
- 1941 – Doszło do pogromu w Jedwabnem, podczas którego spalono żywcem żydowskich mieszkańców miasta i okolic.
- 1942 – W Przeczycy na Podkarpaciu Niemcy rozstrzelali 167 osób, głównie Żydów.
- 1964 – Premiera filmu sensacyjnego Spotkanie ze szpiegiem w reżyserii Jana Batorego.
- 1967 – W Nowej Zelandii dolar nowozelandzki zastąpił funta nowozelandzkiego.
- 1969 – Padł pierwszy klaps na planie komedii filmowej Rejs w reżyserii Marka Piwowskiego.
- 1973 – Z połączenia klubów Iskra i SHL powstał klub sportowy Korona Kielce.
- 1983 – Tadeusz Krawczyk wygrał 40. Tour de Pologne.
- 1992 – Hanna Suchocka została pierwszą kobietą-premierem RP.
- 1997:
  - Na Giełdę Papierów Wartościowych w Warszawie weszła spółka KGHM Polska Miedź SA.
  - Powódź tysiąclecia: Odra zalała lewobrzeżną część Opola.
  - Prezydent USA Bill Clinton rozpoczął dwudniową wizytę w Polsce.
- 2001 – W czasie obchodów 60. rocznicy pogromu w Jedwabnem, prezydent RP Aleksander Kwaśniewski złożył przeprosiny „w imieniu swoim i tych Polaków, których sumienie jest poruszone tamtą zbrodnią”.
- 2006 – Jarosław Kaczyński został premierem RP.
- 2008 – Na Politechnice Wrocławskiej uruchomiono polski superkomputer „Nova”.
- 2012 – Waldemar Fornalik został selekcjonerem reprezentacji Polski w piłce nożnej.

## Wydarzenia na świecie

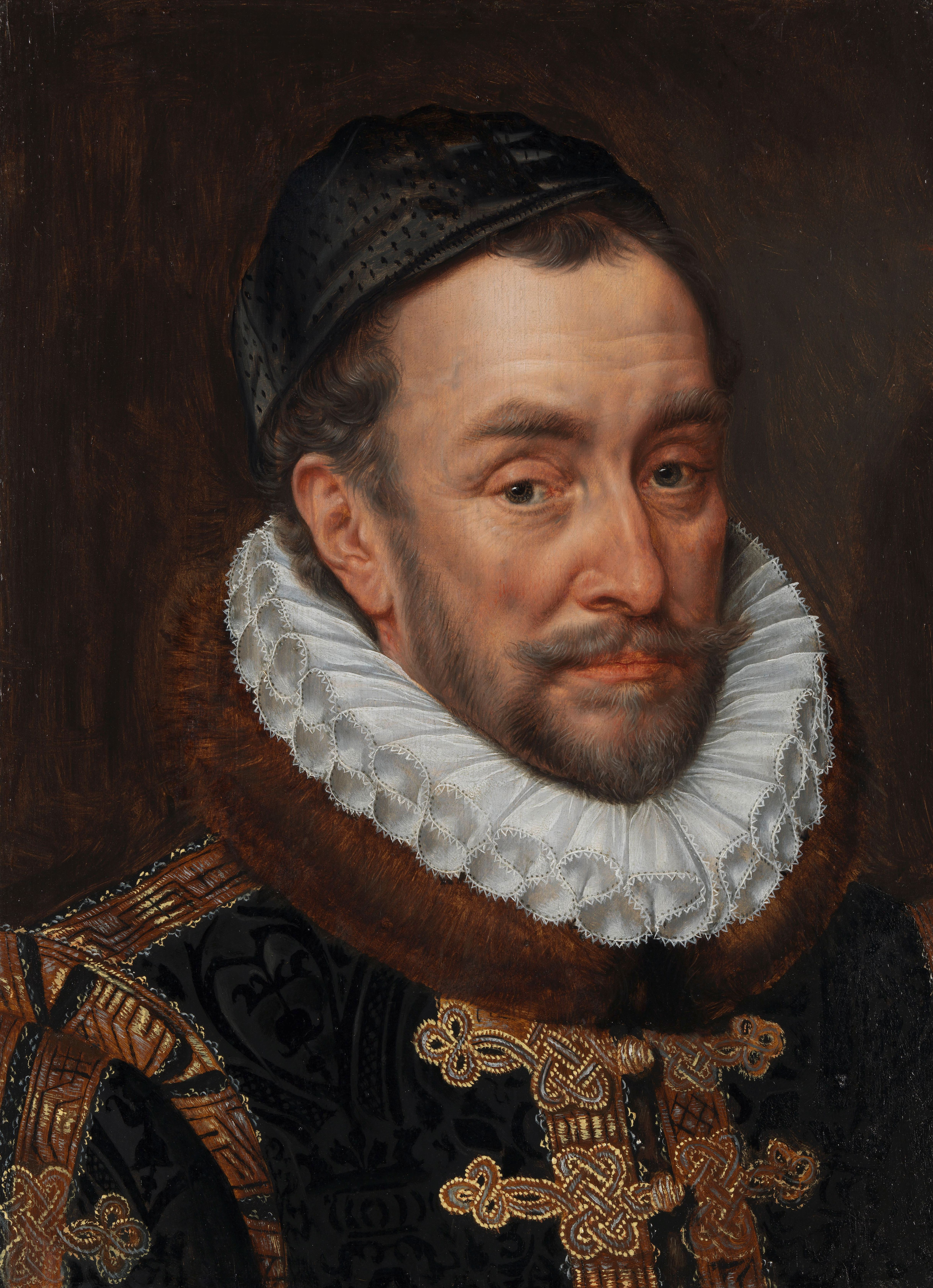
Wilhelm I Orański

- 48 p.n.e. – W bitwie pod Dyrrachium Pompejusz był bliski ostatecznego pokonania dyktatora Gajusza Juliusza Cezara.
- 138 – Antoninus Pius został cesarzem rzymskim.
- 1086 – Król Danii Kanut IV Święty został zamordowany w kościele św. Albana w Odense. Jego następcą został Olaf I Głód.
- 1168 – Cesarz rzymsko-niemiecki Fryderyk I Barbarossa nadał biskupowi Würzburga niezależność polityczną, którą gwarantowało księstwo biskupie na części terytorium diecezji.
- 1212 – Pożar Londynu.
- 1290 – Andrzej III został królem Węgier.
- 1296 – Abdykował król Szkocji Jan Balliol.
- 1460 – Wojna Dwóch Róż: zwycięstwo Yorków nad Lancasterami w bitwie pod Northampton.
- 1461 – Stefan Tomaszević Kotromanić został królem Bośni.
- 1499 – Pierwszy okręt spośród biorących udział w wyprawie Vasco da Gamy do Indii powrócił do Lizbony.
- 1502 – Ferdynand Aragoński i Izabela I Katolicka ustanowili herb Gibraltaru.
- 1553 – Jane Grey, zwana „dziewięciodniową królową”, wstąpiła na tron Anglii.
- 1559 – Franciszek II Walezjusz został królem Francji.
- 1584 – Książę Wilhelm I Orański został zastrzelony przez Balthasara Gérarda.
- 1609 – Wojna trzydziestoletnia: powołano niemiecką Ligę Katolicką.
- 1645 – Angielska wojna domowa: wojska Parlamentu pokonały Rojalistów w bitwie pod Langport.
- 1651 – VI wojna wenecko-turecka: zwycięstwo floty weneckiej w bitwie morskiej pod Paros.
- 1652 – Wybuchła I wojna angielsko-holenderska.
- 1690 – Wojna Francji z Ligą Augsburską: zwycięstwo floty francuskiej nad angielsko-holenderską w bitwie pod Beachy Head.
- 1728 – Papież Benedykt XIII poświęcił kościół św. Franciszka z Paoli w Rzymie.
- 1733 – W Sheldonian Theatre w Oksfordzie odbyło się premierowe wykonanie oratorium Athalia Georga Friedricha Händla.
- 1770 – Papież Klemens XIV erygował diecezję Beja w Portugalii.
- 1776 – Zwodowano fregatę USS „Randolph”.
- 1778 – Wojna o niepodległość Stanów Zjednoczonych: król Francji Ludwik XVI wypowiedział wojnę Wielkiej Brytanii.
- 1790 – Wojna szwedzko-rosyjska: decydujące zwycięstwo floty szwedzkiej w II bitwie pod Svensksund (9-10 lipca).
- 1804 – Joseph Fouché („Kat z Lyonu”) został ponownie francuskim ministrem policji.
- 1821 – Zginął w zamachu gen. Francisco Ramírez, przywódca leżącej na terenie dzisiejszej Argentyny Republiki Entre Ríos, która przestała istnieć.
- 1828 – Severin Løvenskiold został premierem Norwegii.
- 1866:
  - Amerykanin Edison Clark opatentował ołówek kopiowy.
  - Wojna prusko-austriacka: zwycięstwo wojsk pruskich nad bawarskimi w bitwie pod Kissingen.
- 1882 – Wojna o Pacyfik: zwycięstwo peruwiańskich partyzantów nad wojskiem chilijskim w bitwie pod Concepción.
- 1884 – W Klagenfurcie otwarto Muzeum Krajowe Karyntii.
- 1890 – Wyoming jako 44. stan dołączył do Unii.
- 1902:
  - Bezludny atol Oeno na Pacyfiku został anektowany przez Wielką Brytanię.
  - Eksplozja w kopalni węgla w Johnstown w Pensylwanii spowodowała śmierć 112 górników.
- 1907 – Dwóch niemieckich uczonych, Walter von Knebel i Max Rudloff, zaginęło podczas badania na łodzi jeziora w kalderze islandzkiego wulkanu Askja.
- 1908 – Holenderski chemik Kamerlingh Onnes po raz pierwszy uzyskał ciekły hel.
- 1912 – William Massey został premierem Nowej Zelandii.
- 1913 – W Dolinie Śmierci w Kalifornii odnotowano najwyższą w historii temperaturę na Ziemi (56,7 °C).
- 1918 – Została uchwalona konstytucja Rosji.
- 1920 – Arthur Meighen został premierem Kanady.
- 1922 – Muhammad VI został bejem Tunisu.
- 1925:
  - Hinduski mistrz duchowy Meher Baba rozpoczął całkowite milczenie, trwające aż do jego śmierci w 1969 roku.
  - Założono radziecką agencję prasową TASS.
- 1938 – Amerykański pilot Howard Hughes okrążył Ziemię w rekordowym czasie 91 godzin.
- 1940:
  - Rozpoczęła się bitwa o Anglię.
  - Został stworzony Dywizjon 302 – eskadra lotnictwa myśliwskiego Polskich Sił Powietrznych w Wielkiej Brytanii.
  - We Francji powstał kolaboracyjny rząd Vichy.
- 1941 – Niemcy utworzyli getto żydowskie w Kownie.
- 1942:
  - Dokonano oblotu amerykańskiego samolotu bombowego i szturmowego Douglas A-26 Invader.
  - Premiera amerykańskiego filmu Wspaniałość Ambersonów w reżyserii Orsona Wellesa.
  - Wojna na Pacyfiku: na wyspie Akutan w archipelagu Aleutów załoga amerykańskiej łodzi latającej Consolidated PBY Catalina zauważyła wrak japońskiego podstawowego myśliwca Mitsubishi A6M (znanego popularnie jako Zero), który po naprawie został poddany badaniom w locie, dzięki którym amerykańscy stratedzy mogli opracować taktyki pomocne w jego pokonaniu.
- 1943 – Desant wojsk alianckich wylądował na Sycylii (9/10 lipca).
- 1947 – Dokonano oblotu brytyjskiego samolotu pasażerskiego Airspeed Ambassador.
- 1949 – W trzęsieniu ziemi o magnitudzie 7,4 w środkowym Tadżykistanie zginęło ok. 7200 osób.
- 1951 – Wojna koreańska: rozpoczęły się rozmowy rozejmowe w Kaesŏng.
- 1960 – W finale I Mistrzostw Europy w Piłce Nożnej piłkarze ZSRR pokonali na Parc des Princes w Paryżu Jugosławię 2:1 (po dogrywce).
- 1962 – Został wyniesiony na orbitę pierwszy aktywny satelita telekomunikacyjny Telstar 1.
- 1964:
  - Moïse Tshombe został premierem Demokratycznej Republiki Konga.
  - W Rzymie otwarto Poliklinikę Gemelli.
  - W Wielkiej Brytanii ukazał się longplay A Hard Day’s Night zespołu The Beatles.
- 1968 – Maurice Couve de Murville został premierem Francji.
- 1970 – W pożarze domku letniskowego w parku narodowym Þingvellir zginął premier Islandii Bjarni Benediktsson oraz jego żona i 4-letni wnuk. Nowym premierem został Jóhann Hafstein.
- 1971 – W Maroku miał miejsce nieudany wojskowy zamach stanu mający na celu obalenie króla Hassana II i ogłoszenie republiki.
- 1972:
  - Całkowite zaćmienie Słońca widoczne nad Kamczatką, Alaską, Kanadą i Atlantykiem, uwiecznione w tekście największego przeboju amerykańskiej piosenkarki Carly Simon You’re So Vain.
  - W białoruskiej rodzinnej wsi Janka Kupały Wiazynka odsłonięto jego pomnik i otwarto muzeum.
- 1973:
  - 22-letnia Olga Hepnarová wjechała z premedytacją wynajętym samochodem ciężarowym w ludzi stojących na przystanku tramwajowym w Pradze, zabijając 8 i raniąc 12 z nich.
  - Bahamy uzyskały niepodległość (od Wielkiej Brytanii).
- 1976 – Eksplozja w zakładach chemicznych w Seveso w północnych Włoszech.
- 1978 – Prezydent Mauretanii Moktar uld Daddah został obalony w wojskowym zamachu stanu.
- 1979 – 14 osób zginęło, a ponad 60 zostało rannych w czołowym zderzeniu dwóch pociągów pasażerskich w miejscowości Cercola pod Neapolem.
- 1982 – Podczas rozgrywanych w Hiszpanii XII Mistrzostw Świata w Piłce Nożnej Polska pokonała w rozegranym na Estadio José Rico Pérez w Alicante meczu o III miejsce Francję 3:2.
- 1985:
  - 200 osób zginęło w katastrofie samolotu Tu-154B w Uzbekistanie.
  - W Auckland w Nowej Zelandii agenci francuskich służb specjalnych DGSE zatopili należący do Greenpeace statek „Rainbow Warrior”.
- 1990 – Aleksy II został patriarchą Moskwy i Wszechrusi.
- 1991 – Boris Jelcyn został zaprzysiężony na pierwszego prezydenta Rosji.
- 1992 – Były panamski dyktator Manuel Noriega został skazany przez sąd w Miami na karę 40 lat pozbawienia wolności za handel narkotykami.
- 1993 – Sylvie Kinigi została pierwszą kobietą-premierem Burundi.
- 1994:
  - Alaksandr Łukaszenka został prezydentem Białorusi.
  - Grupa 8 uzbrojonych osób zaatakowała posterunek albańskiej straży granicznej w Peshkopii, zabijając 2 żołnierzy i 3 raniąc, po czym wycofała się na terytorium Grecji.
  - Premier Łeonid Kuczma pokonał urzędującego prezydenta Łeonida Krawczuka w II turze wyborów prezydenckich na Ukrainie.
- 2000:
  - Około 250 kradnących paliwo osób zginęło w eksplozji ropociągu w południowej Nigerii.
  - Powstał Europejski Koncern Lotniczo-Rakietowy (EADS).
- 2003:
  - Anote Tong został prezydentem Kiribati.
  - Zakończył prace Konwent Unii Europejskiej pracujący nad Konstytucją dla Europy.
- 2005:
  - Kurmanbek Bakijew wygrał wybory prezydenckie w Kirgistanie.
  - Obywatele Luksemburga przyjęli w referendum Traktat ustanawiający Konstytucję dla Europy.
- 2006:
  - 45 osób zginęło w katastrofie samolotu Fokker F27 w pakistańskim mieście Multan.
  - Przywódca czeczeńskich rebeliantów Szamil Basajew zginął w wyniku wybuchu ciężarówki wyładowanej dynamitem we wsi Jekażewo w Inguszetii.
- 2007 – Po tygodniowym oblężeniu armia pakistańska rozpoczęła szturm na opanowany przez islamistów Czerwony Meczet w Islamabadzie. Wśród ofiar śmiertelnych szturmu był m.in. wielki mułła meczetu Abdul Rashid Ghazi.
- 2011:
  - 122 osoby zginęły, a 14 zostało rannych w wyniku zatonięcia statku wycieczkowego „Bułgarija” na Wołdze w Tatarstanie (Rosja).
  - Ukazało się ostatnie wydanie brytyjskiego tabloidu „News of the World”. Gazeta przestała istnieć po 168 latach, wskutek afery podsłuchowej z 2006 roku.
- 2012:
  - Kongijski watażka Thomas Lubanga został skazany przez Międzynarodowy Trybunał Karny w Hadze na 14 lat pozbawienia wolności za werbowanie dzieci i zmuszanie ich do walki.
  - Rosyjska Wikipedia została zablokowana na 24 godziny w proteście przeciwko rządowemu projektowi ustawy przewidującemu wprowadzenie cenzury w Internecie.
- 2013 – Tatjana Turanska objęła urząd premiera Naddniestrza.
- 2015 – 23 osoby zostały stratowane na śmierć, a 50 odniosło obrażenia w Mojmonszinho na północy Bangladeszu podczas rozdawania ubrań dla najuboższych.
- 2016 – Portugalia pokonała po dogrywce gospodarzy 1:0 w rozegranym na Stade de France w podparyskim Saint-Denis meczu finałowym XV Mistrzostw Europy w Piłce Nożnej.
- 2017:
  - Chaltmaagijn Battulga został prezydentem Mongolii.
  - W katastrofie samolotu wojskowego Lockheed C-130 Hercules na terenie hrabstwa Leflore w amerykańskim stanie Missisipi zginęło 16 osób.
- 2018 – Zakończyła się akcja ratunkowa w jaskini Tham Luang w północnej Tajlandii, w wyniku której wyprowadzono na powierzchnię uwięzionych w niej od 23 czerwca 12 chłopców i ich trenera.
- 2023 – David Moinina Sengeh został premierem Sierra Leone.

## Urodzili się
- 1419 – Go-Hanazono, cesarz Japonii (zm. 1471)
- 1451 – Jakub III, król Szkocji (zm. 1488)
- 1509 – Jan Kalwin, szwajcarski teolog, reformator religijny, twórca kalwinizmu (zm. 1564)
- 1515 – Francisco de Toledo, hiszpański konkwistador, wicekról Peru (zm. 1584)
- 1517 – Odet de Coligny de Châtillon, francuski ekskomunikowany kardynał (zm. 1571)
- 1539 – Łukasz Kościelecki, polski duchowny katolicki, biskup poznański (zm. 1597)
- 1561 – Jan Chrzciciel od Poczęcia, hiszpański zakonnik, reformator zakonu trynitarzy, święty (zm. 1613)
- 1607 – Philippe Labbé, francuski jezuita, historyk (zm. 1667)
- 1616 – Antonio del Castillo, hiszpański malarz (zm. 1668)
- 1629 – Bandino Panciatici, włoski kardynał (zm. 1718)
- 1640 – Aphra Behn, angielska pisarka, poetka (zm. 1689)
- 1663 – Leopold Anton Joseph Schlick zu Bassano und Weiskirchen, austriacki dowódca wojskowy, dyplomata (zm. 1723)
- 1682 – Roger Cotes, angielski matematyk, astronom (zm. 1716)
- 1713 – Anna Rosina Lisiewska, niemiecka malarka pochodzenia polskiego (zm. 1783)
- 1723 – William Blackstone, brytyjski prawnik, filozof prawa, polityk (zm. 1780)
- 1724 – Eva Ekeblad, szwedzka hrabina, chemik, agronom (zm. 1786)
- 1736 – Maria Amalia Mniszchowa, polska dama dworu (zm. 1772)
- 1747 – Wilhelmina Karolina Oldenburg, księżniczka duńska i norweska, elektorowa Hesji-Kassel (zm. 1820)
- 1748 – Archibald Douglas, brytyjski arystokrata, polityk (zm. 1827)
- 1752 – David Humphreys, amerykański wojskowy, przedsiębiorca, poeta, polityk, dyplomata (zm. 1818)
- 1754 – Filippo Aurelio Visconti, włoski archeolog, historyk sztuki (zm. 1831)
- 1759 – Pierre-Joseph Redouté, belgijski malarz, rysownik (zm. 1840)
- 1765 – Karl Friedrich von Beyme, pruski prawnik, polityk, premier Prus (zm. 1838)
- 1766 – Mathieu de Montmorency-Laval, francuski wojskowy, polityk (zm. 1826)
- 1771 – Antonio Maria Cadolini, włoski duchowny katolicki, biskup Ceseny i Ankony-Numany, kardynał (zm. 1851)
- 1774 – Ksawery Franciszek Krasicki, polski generał, powstaniec (zm. 1844)
- 1777 – Cyprian Kreutz, rosyjski arystokrata, generał pochodzenia szwedzkiego (zm. 1850)
- 1778 – Sigismund von Neukomm, austriacki kompozytor, pianista (zm. 1858)
- 1788 – Ludwig Vogel, szwajcarski malarz, grafik (zm. 1879)
- 1792:
  - George Dallas, amerykański polityk, wiceprezydent USA (zm. 1864)
  - Frederick Marryat, brytyjski pisarz, marynarz (zm. 1848)
- 1813 – Sándor Rózsa, węgierski rozbójnik, rewolucjonista (zm. 1878)
- 1814 – Jacques-Joseph Ebelmen, francuski chemik (zm. 1852)
- 1816 – Alexander Ecker, niemiecki anatom, fizjolog, antropolog (zm. 1887)
- 1819 – Pieter Bleeker, holenderski lekarz, ichtiolog (zm. 1878)
- 1821:
  - Karl Culmann, niemiecki inżynier (zm. 1881)
  - Henri Ramière, francuski jezuita, publicysta (zm. 1884)
- 1823 – Sanford Robinson Gifford, amerykański malarz (zm. 1880)
- 1824 – Wawrzyniec Żmurko, polski matematyk, wykładowca akademicki (zm. 1889)
- 1827 – Szczepan Keller, polski duchowny katolicki, działacz społeczny, pisarz ludowy (zm. 1872)
- 1830 – Camille Pissarro, francuski malarz pochodzenia żydowskiego (zm. 1903)
- 1832 – Alvan Graham Clark, amerykański astronom (zm. 1897)
- 1834 – James McNeill Whistler, amerykański malarz, grafik (zm. 1903)
- 1835 – Henryk Wieniawski, polski kompozytor, skrzypek, pedagog (zm. 1880)
- 1845 – William Saville-Kent, brytyjski biolog morski (zm. 1908)
- 1847 – Amalie Materna, austriacka śpiewaczka operowa, sopranistka (zm. 1918)
- 1848:
  - Henryk Dulęba, polski działacz robotniczy i socjalistyczny (zm. 1913)
  - Anatolij Stessel, rosyjski generał lejtnant (zm. 1915)
- 1851 – Friedrich von Wieser, austriacki ekonomista (zm. 1926)
- 1856 – Nikola Tesla, serbski fizyk, wynalazca (zm. 1943)
- 1859 – Bonawentura Graszyński, polski filolog klasyczny, hellenista, poeta i dramaturg tworzący w języku starogreckim (zm. 1922)
- 1860 – Jakub Gąsiecki, polski generał dywizji (zm. 1933)
- 1862:
  - Bronisława Kozłowska, polska poetka ludowa (zm. 1964)
  - Piotr (Polański), rosyjski biskup prawosławny, męczennik (zm. 1937)
  - Helene Schjerfbeck, fińska malarka (zm. 1946)
- 1863:
  - Kazimierz Gałecki, polski prawnik, polityk (zm. 1941)
  - Irma Sztáray, węgierska arystokratka (zm. 1940)
- 1864:
  - Paolo Emilio Pavolini, włoski językoznawca, tłumacz (zm. 1942)
  - Antoni Szlagowski, polski duchowny katolicki, biskup pomocniczy warszawski (zm. 1956)
- 1866:
  - Ludovico Chigi della Rovere Albani, włoski arystokrata, wielki mistrz zakonu joannitów (zm. 1951)
  - Siergiej Woronow, rosyjsko-francuski chirurg (zm. 1951)
- 1867:
  - Max von Baden, niemiecki książę, polityk, kanclerz Cesarstwa Niemieckiego, premier Prus (zm. 1929)
  - Anna Jasińska, działaczka polonijna (zm. 1957)
  - Helena (Konowałowa), rosyjska mniszka prawosławna (zm. 1937)
- 1868 – Růžena Svobodová, czeska pisarka (zm. 1920)
- 1869:
  - Jan Jerzy, książę Saksonii (zm. 1938)
  - Kálmán Kandó, węgierski inżynier, wynalazca (zm. 1931)
- 1870 – Maurice Lugeon, szwajcarski geolog, morfolog (zm. 1953)
- 1871 – Marcel Proust, francuski pisarz (zm. 1922)
- 1872 – Ivar Wickman, szwedzki lekarz (zm. 1914)
- 1873 – Edmund Dene Morel, brytyjski dziennikarz, pisarz, obrońca praw człowieka, polityk pochodzenia francuskiego (zm. 1924)
- 1874:
  - Mieczysław Centnerszwer, polski chemik pochodzenia żydowskiego (zm. 1944)
  - Siergiej Konionkow, rosyjski rzeźbiarz (zm. 1971)
  - Josef Limburg, niemiecki złotnik, rzeźbiarz (zm. 1955)
- 1875 – Edmund Clerihew Bentley, brytyjski poeta (zm. 1956)
- 1877 – Harry Grant, amerykański kierowca wyścigowy (zm. 1915)
- 1878 – Otto Freundlich, niemiecki malarz, rzeźbiarz, teoretyk pierwszej awangardy pochodzenia żydowskiego (zm. 1943)
- 1883:
  - Johannes Blaskowitz, niemiecki generał (zm. 1948)
  - Friedrich Flick, niemiecki przemysłowiec, zbrodniarz nazistowski (zm. 1972)
  - Blandyna Merten, niemiecka urszulanka, błogosławiona (zm. 1918)
  - Hugo Raudsepp, estoński dramaturg (zm. 1952)
  - Sam Wood, amerykański reżyser i producent filmowy (zm. 1949)
- 1884:
  - Franciszek Boroń, polski pedagog (zm. 1972)
  - Zheng Tianxi, chiński prawnik, polityk, dyplomata (zm. 1970)
- 1885:
  - Willie Haupt, amerykański kierowca wyścigowy (zm. 1966)
  - Francisco Olazar, argentyński piłkarz (zm. 1958)
- 1886 – Wojciech Piasecki, polski pułkownik piechoty (zm. 1941)
- 1887 – Gé Fortgens, holenderski piłkarz (zm. 1957)
- 1888:
  - Hazel Hempel Abel, amerykańska polityk, senator (zm. 1966)
  - Giorgio de Chirico, włoski malarz, rzeźbiarz (zm. 1978)
  - Henryk Kaczorowski, polski duchowny katolicki, męczennik, błogosławiony (zm. 1942)
- 1889 – January Kołodziejczyk, polski botanik (zm. 1949)
- 1890 – William Foster, brytyjski pływak (zm. 1963)
- 1891:
  - Heinrich Georg Geigl, niemiecki pilot wojskowy, as myśliwski (zm. 1918)
  - Rexford Tugwell, amerykański ekonomista, polityk (zm. 1979)
- 1892:
  - August Güttinger, szwajcarski gimnastyk (zm. 1970)
  - Spessard Holland, amerykański polityk, senator (zm. 1971)
- 1893 – Piotr Siergijew, rosyjski parazytolog, epidemiolog (zm. 1973)
- 1894:
  - Aleksy Bień, polski działacz socjalistyczny, samorządowiec, polityk, prezydent Sosnowca, poseł na Sejm RP i Sejm Ustawodawczy (zm. 1977)
  - Jimmy McHugh, amerykański kompozytor (zm. 1969)
  - Stanisław Szulmiński, polski duchowny katolicki, pallotyn, męczennik, Sługa Boży (zm. 1941)
- 1895:
  - Edward Godlewski, polski generał brygady (zm. 1945)
  - Nachum Goldmann, litewski prawnik, filozof, działacz syjonistyczny pochodzenia żydowskiego (zm. 1982)
  - Carl Orff, niemiecki kompozytor, dyrygent, pedagog (zm. 1982)
  - Jan Wójcik, polski nauczyciel, samorządowiec, polityk, poseł na Sejm RP (zm. ?)
- 1896 – Stefan Askenase, belgijski pianista pochodzenia polsko-żydowskiego (zm. 1985)
- 1897:
  - Manlio Brosio, włoski prawnik, polityk, dyplomata (zm. 1980)
  - Jack Diamond, amerykański gangster pochodzenia irlandzkiego (zm. 1931)
  - John Gilbert, amerykański aktor, reżyser i scenarzysta filmowy (zm. 1936)
  - Katsuo Okazaki, japoński lekkoatleta, średnio- i długodystansowiec, polityk (zm. 1965)
- 1898:
  - Renée Björling, szwedzka aktorka (zm. 1975)
  - Alexander Zenzes, niemiecki pilot wojskowy, as myśliwski (zm. 1980)
  - Roman Zych, polski plutonowy (zm. 1953)
- 1899:
  - Wilhelm Schäperclaus, niemiecki ichtiolog (zm. 1995)
  - Heiri Suter, szwajcarski kolarz szosowy (zm. 1978)
- 1900 – Viggo Dibbern, duński gimnastyk (zm. 1982)
- 1901 – Jacinto Ignacio Serrano López, hiszpański dominikanin, męczennik, błogosławony (zm. 1936)
- 1902:
  - Kurt Alder, niemiecki chemik, laureat Nagrody Nobla (zm. 1958)
  - Nicolás Guillén, kubański poeta (zm. 1989)
- 1903 – John Wyndham, brytyjski pisarz (zm. 1969)
- 1904 – Zdzisław Krasnodębski, polski pułkownik dyplomowany pilot (zm. 1980)
- 1906 – Adam Niedoba, polski nauczyciel, działacz społeczny i kulturalny (zm. 1972)
- 1907 – Henryk Cieszyński, polski działacz komunistyczny (zm. 2002)
- 1908 – Joanna Lossow, polska zakonnica (zm. 2005)
- 1910:
  - Kazimierz Dziewoński, polski geograf (zm. 1994)
  - Julian Kowalski, polski major pilot (zm. 1986)
  - Sancja Szymkowiak, polska zakonnica, błogosławiona (zm. 1942)
- 1912 – Gratia Schimmelpenninck van der Oye, holenderska narciarka alpejska, działaczka sportowa (zm. 2012)
- 1913:
  - Salvador Espriu, kataloński pisarz (zm. 1985)
  - Joan Marsh, amerykańska aktorka (zm. 2000)
  - Zbysław Popławski, polski historyk nauki (zm. 2007)
  - Lew Jerzy Sapieha, polski dziennikarz, tłumacz (zm. 1990)
- 1914:
  - Franciszek Michalik, polski działacz kupiecki i rzemieślniczy, polityk, poseł na Sejm PRL (zm. 1999)
  - Thein Pe Myint, birmański pisarz, dziennikarz, polityk (zm. 1978)
  - Stefan Parnicki-Pudełko, polski historyk, archeolog (zm. 1994)
  - Joe Shuster, amerykańsko-kanadyjski rysownik komiksów pochodzenia żydowskiego (zm. 1992)
- 1915 – Władysław Dewoyno, polski aktor (zm. 1991)
- 1916 – Jan Ziółkowski, polski pisarz (zm. 2014)
- 1917 – Leo Lipski, polsko-izraelski pisarz (zm. 1997)
- 1918 – Fred Wacker, amerykański kierowca wyścigowy (zm. 1998)
- 1919 – Stanisław Myśliborski-Wołowski, polski historyk, pedagog (zm. 1983)
- 1920:
  - David Brinkley, amerykański dziennikarz, spiker telewizyjny (zm. 2003)
  - Owen Chamberlain, amerykański fizyk, laureat Nagrody Nobla (zm. 2006)
  - Muhammad Ahmad Usman, egipski zapaśnik
- 1921:
  - Remo Gaspari, włoski prawnik, samorządowiec, polityk (zm. 2011)
  - Eunice Kennedy Shriver, amerykańska działaczka społeczna (zm. 2009)
- 1922:
  - Stella Kübler, niemiecka szmalcowniczka pochodzenia żydowskiego (zm. 1994)
  - Herb McKenley, jamajski lekkoatleta, sprinter (zm. 2007)
  - Jake LaMotta, amerykański bokser (zm. 2017)
- 1923:
  - John Henry Bradley, amerykański żołnierz (zm. 1994)
  - Krzysztof Missona, polski dyrygent, pedagog (zm. 1992)
- 1924:
  - Johnny Bach, amerykański koszykarz, trener (zm. 2016)
  - Bobo Brazil, amerykański wrestler (zm. 1998)
  - František Toman, czechosłowacki publicysta, literat, polityk (zm. 1981)
- 1925:
  - Dorothea Hochleitner, austriacka narciarka alpejska (zm. 2012)
  - Mahathir bin Mohamad, malezyjski polityk, premier Malezji
  - Edmund Niziurski, polski pisarz (zm. 2013)
- 1926:
  - Tony Settember, amerykański kierowca wyścigowy (zm. 2014)
  - Pavle Vujisić, serbski aktor (zm. 1988)
- 1927:
  - Mieczysław Kaczmarczyk, polski kapitan, żołnierz AK i NSZ (zm. 2023)
  - Henryk Kondas, polski generał brygady (zm. 1998)
  - Ryszard Kuzyszyn, polski scenograf (zm. 2004)
  - Don Revie, angielski piłkarz, trener (zm. 1989)
- 1928:
  - Bernard Buffet, francuski malarz (zm. 1999)
  - Maria Dernałowicz, polska pisarka (zm. 2009)
  - Alejandro de Tomaso, argentyński kierowca wyścigowy, przedsiębiorca motoryzacyjny (zm. 2003)
- 1929:
  - George Clayton Johnson, amerykański pisarz (zm. 2015)
  - Winnie Ewing, brytyjska prawnik, polityk, eurodeputowana (zm. 2023)
  - José Vicente Rangel, wenezuelski prawnik, dziennikarz, polityk, minister obrony i spraw zagranicznych, wiceprezydent (zm. 2020)
  - Tadeusz Strumiłło, polski muzykolog, taternik (zm. 1956)
  - Eugeniusz Zwierzchowski, polski prawnik, konstytucjonalista (zm. 2018)
- 1930:
  - Josef Buchmann, niemiecki przedsiębiorca, filantrop
  - Roman Huszczo, polski reżyser filmów animowanych (zm. 2015)
  - Stanisław Kluska, polski geodeta (zm. 2009)
- 1931:
  - Jerry Herman, amerykański kompozytor (zm. 2019)
  - Alice Munro, kanadyjska pisarka, laureatka Nagrody Nobla (zm. 2024)
- 1932:
  - Carlo Mario Abate, włoski kierowca wyścigowy (zm. 2019)
  - Neile Adams, filipińska aktorka, piosenkarka, tancerka
  - Adam Fergusson, brytyjski pisarz, dziennikarz, polityk
  - Manfred Preußger, niemiecki lekkoatleta, tyczkarz
  - Elias Saba, libański ekonomista, polityk, minister finansów, minister obrony (zm. 2023)
  - Tadeusz Strulak, polski dyplomata
- 1933:
  - Carlo Chendi, włoski scenarzysta, autor komiksów (zm. 2021)
  - Stefan Nieznanowski, polski historyk literatury (zm. 2018)
  - Ivan Passer, czeski reżyser i scenarzysta filmowy (zm. 2020)
- 1934:
  - Janusz Ankudowicz, polski bibliolog, bibliotekarz (zm. 1997)
  - François Colímon, francuski duchowny katolicki, biskup Port-de-Paix (zm. 2022)
  - Franciszek Szyszka, polski lekkoatleta, chodziarz
- 1935:
  - Friedel Neuber, niemiecki bankier, polityk (zm. 2004)
  - Czesław Odrzywolski, polski żużlowiec (zm. 2008)
- 1936:
  - Siergiej Fiłatow, rosyjski działacz społeczny, polityk (zm. 2023)
  - Jerzy Głazek, polski geolog, speleolog, taternik (zm. 2009)
  - Jan Wincenty Hawel, polski kompozytor, dyrygent
  - Tunne Kelam, estoński polityk
- 1937 – Francis Schuckardt, amerykański duchowny konklawistyczny (zm. 2006)
- 1938 – Lee Morgan, amerykański trębacz jazzowy (zm. 1972)
- 1939:
  - Bogdan Broda, polski zapaśnik, działacz sportowy, przedsiębiorca (zm. 2012)
  - Jerzy Lisiecki, polski informatyk, działacz opozycji antykomunistycznej, polityk, samorządowiec, wicewojewoda słupski (zm. 2025)
  - Hennadij Makarow, ukraiński piłkarz, trener
- 1940:
  - Raffaele Calabro, włoski duchowny katolicki, biskup Andrii (zm. 2017)
  - Helen Donath, amerykańska śpiewaczka
  - Guido Forti, włoski przedsiębiorca (zm. 2013)
  - Rolf Herings, niemiecki lekkoatleta, oszczepnik, trener piłkarski (zm. 2017)
  - Anatol Lawina, polski działacz opozycji demokratycznej i podziemnej „Solidarności” (zm. 2006)
  - Tommy Troelsen, duński piłkarz, trener (zm. 2021)
- 1941:
  - Jurij Ananczenko, ukraiński piłkarz, trener (zm. 2015)
  - Henk Bosveld, holenderski piłkarz (zm. 1998)
  - Montserrat Grases, hiszpańska Służebnica Boża (zm. 1959)
  - Karl Hagemann, niemiecki polityk (zm. 2019)
  - Alain Krivine, francuski historyk, polityk, eurodeputowany (zm. 2022)
  - Horst Kubatschka, niemiecki polityk (zm. 2022)
  - Robert Pine, amerykański aktor
  - Philippe Simonnot, francuski ekonomista, dziennikarz, wykładowca akademicki (zm. 2022)
- 1942:
  - Hermann Burger, szwajcarski pisarz, literaturoznawca (zm. 1989)
  - Ronnie James Dio, amerykański wokalista, członek zespołu Dio (zm. 2010)
  - Piotr Klimuk, rosyjski generał lotnictwa, kosmonauta białoruskiego pochodzenia
  - Mirjana Marković, serbska socjolog, polityk, pierwsza dama (zm. 2019)
  - Aarón Padilla Gutiérrez, meksykański piłkarz (zm. 2020)
  - Maria Pańczyk-Pozdziej, polska dziennikarka, nauczycielka, polityk, senator, wicemarszałek Senatu RP (zm. 2022)
  - Sixto Rodriguez, amerykański gitarzysta, wokalista, aktywista polityczny (zm. 2023)
- 1943:
  - Arthur Ashe, amerykański tenisista (zm. 1993)
  - Joseph Augustine Di Noia, amerykański duchowny katolicki, arcybiskup
  - Stanislav Lipovšek, słoweński duchowny katolicki, biskup Celje
  - Raszyd Szarafietdinow, rosyjski lekkoatleta, długodystansowiec (zm. 2012)
- 1945:
  - Jan Decyk, polski duchowny katolicki, teolog, liturgista (zm. 2016)
  - Toni Fritsch, austriacki piłkarz, futbolista (zm. 2005)
  - Ron Glass, amerykański aktor (zm. 2016)
  - Daniel Ona Ondo, gaboński polityk, premier Gabonu
  - Adam Ostrowski, polski zapaśnik (zm. 2022)
  - Zlatko Tomčić, chorwacki polityk
  - Virginia Wade, brytyjska tenisistka
- 1946:
  - Antoni Basta, polski ginekolog, profesor nauk medycznych (zm. 2025)
  - Stuart Christie, szkocki pisarz, anarchista, publicysta (zm. 2020)
  - Jean-Pierre Jarier, francuski kierowca wyścigowy
  - Henryk Kasperczak, polski piłkarz, trener
  - Jadwiga Korbasińska, polska koszykarka (zm. 2014)
  - Sue Lyon, amerykańska aktorka (zm. 2019)
- 1947:
  - Arlo Guthrie, amerykański piosenkarz folkowy
  - Ivan Hudec, słowacki prozaik, dramaturg, polityk, minister kultury (zm. 2022)
  - Jackie Lane, brytyjska aktorka (zm. 2021)
- 1948:
  - Angeł Angełow, bułgarski bokser
  - Sofokli Koçi, albański rzeźbiarz (zm. 2016)
- 1949:
  - Helmut Bellingrodt, kolumbijski strzelec sportowy pochodzenia niemieckiego
  - Alexander Pyone Cho, birmański duchowny katolicki, biskup Pyain
  - Anna Czerwińska, polska himalaistka (zm. 2023)
- 1950:
  - Szota Czocziszwili, gruziński judoka (zm. 2009)
  - Prokopis Pawlopulos, grecki prawnik, polityk, prezydent Grecji
  - Mario Soto, chilijski piłkarz, trener
- 1951:
  - Donato Bilancia, włoski seryjny morderca (zm. 2020)
  - Hans Joachim Czub, niemiecki prawnik, sędzia Federalnego Trybunału Sprawiedliwości (zm. 2016)
  - Brian Ford, nowozelandzki rugbysta
  - Aleksander Herzog, polski prawnik, prokurator, działacz opozycji antykomunistycznej (zm. 2024)
  - Wilson Tadeu Jönck, brazylijski duchowny katolicki, arcybiskup Florianópolis
  - Dorota Kawęcka, polska aktorka, reżyser dubbingu (zm. 2020)
  - Anna Teresa Pietraszek, polska reżyserka, dokumentalistka, operatorka, fotografka, dziennikarka, taterniczka, alpinistka
  - Rajnath Singh, indyjski polityk
  - Phyllis Smith, amerykańska aktorka
  - Romulo Valles, filipiński duchowny katolicki, arcybiskup Davao
- 1952:
  - Emilian Kamiński, polski aktor, reżyser teatralny, filmowy i musicalowy, pisarz, wokalista (zm. 2022)
  - Grażyna Kotowicz, polska polityk, poseł na Sejm RP
  - Lee Hae-chan, południowokoreański polityk, premier Korei Południowej
  - Henryk Makarewicz, polski polityk, samorządowiec, senator RP, marszałek województwa lubelskiego
  - Anna Elżbieta Zalewska, polska poetka, tłumaczka
- 1953:
  - Françoise Bettencourt Meyers, francuska bizneswoman, miliarderka
  - Magda Gessler, polska malarka, restauratorka, osobowość telewizyjna
  - Peter Gschnitzer, włoski saneczkarz
  - Zbigniew Kiciński, polski komandor (zm. 2011)
  - Marcella Liburd, gubernatorka generalna Saint Kitts i Nevis
  - Zdzisław Ryszard Mac, polski dziennikarz radiowy, prasowy i telewizyjny, działacz społeczny (zm. 2021)
- 1954:
  - Andre Dawson, amerykański baseballista
  - José González Ganoza, peruwiański piłkarz, bramkarz (zm. 1987)
  - Erivélton Martins, brazylijski piłkarz
  - Grzegorz Nowik, polski harcmistrz, historyk, pisarz, publicysta
  - Manoel Delson Pedreira da Cruz, brazylijski duchowny katolicki, arcybiskup Paraíby
  - Peter Seewald, niemiecki dziennikarz, pisarz
  - Neil Tennant, brytyjski wokalista, członek zespołu Pet Shop Boys
- 1955:
  - Johan Bonny, belgijski duchowny katolicki, biskup Antwerpii
  - Pamela Jiles, amerykańska lekkoatletka, sprinterka
  - Sylwester Maciejewski, polski aktor
- 1956:
  - Mehmet Serhat Karadağ, turecki zapaśnik
  - Tom McClintock, amerykański polityk, kongresman
  - Alok Nath, indyjski aktor
  - Krishnasamy Rajagopal, malezyjski piłkarz, trener
  - Frank Stapleton, irlandzki piłkarz, trener
- 1957:
  - Andrzej Dopierała, polski aktor
  - Antoni Kowalski, polski malarz, grafik
  - Dariusz Miliński, polski malarz, plakacista, scenograf
  - Petro Olijnyk, ukraiński polityk (zm. 2011)
- 1958:
  - Béla Fleck, amerykański wirtuoz gry na banjo
  - Fiona Shaw, irlandzka aktorka
  - Ute Thimm, niemiecka lekkoatletka, sprinterka
- 1959:
  - Władysław Dajczak, polski inżynier, samorządowiec, polityk, senator RP
  - Zbigniew Kraszewski, polski perkusista, członek zespołów: Kombi, TSA i O.N.A.
  - Dominicus Meier, niemiecki duchowny katolicki, biskup Osnabrücku
  - Rimantas Mikaitis, litewski polityk, samorządowiec
  - Davis Phinney, amerykański kolarz szosowy i przełajowy
  - Luc Pillot, francuski żeglarz sportowy
  - Anjani Thomas, amerykańska piosenkarka, kompozytorka
  - Sandy West, amerykańska perkusistka, członkini zespołu The Runaways (zm. 2006)
  - Roman Ziobro, polski basista, członek zespołu Stare Dobre Małżeństwo
- 1960:
  - Seth Godin, amerykański autor książek z zakresu marketingu, bloger, mówca
  - Lynn Jennings, amerykańska lekkoatletka, biegaczka długodystansowa
  - Wiktor Kopył, ukraiński piłkarz (zm. 2014)
  - Grzegorz Przybył, polski aktor, lektor, przedsiębiorca, pisarz, kucharz, restaurator, prawnik, polityk, samorządowiec, działacz sportowy
- 1961:
  - Jacky Cheung, hongkoński aktor, piosenkarz
  - Killion Munyama, polski ekonomista, polityk pochodzenia zambijskiego
- 1962:
  - Charles Bukeko, kenijski aktor (zm. 2020)
  - Oleg Imriekow, rosyjski piłkarz (zm. 2014)
  - Santiago Ostolaza, urugwajski piłkarz
- 1963:
  - Roberto Amadio, włoski kolarz szosowy i torowy
  - Pavel Benc, czeski biegacz narciarski
  - Siergiej Bułygin, rosyjski biathlonista
  - Mats Magnusson, szwedzki piłkarz
- 1964:
  - Angeł Czerwenkow, bułgarski piłkarz
  - Peter Larsson, szwedzki curler
  - Eloy Olaya, hiszpański piłkarz
  - Jana Vápeníková, czeska biathlonistka
  - Dalton Vigh, brazylijski aktor
- 1965:
  - Danny Boffin, belgijski piłkarz
  - Aleksa Glücksburg, grecka księżniczka
  - Tan Liangde, chiński skoczek do wody
  - Katarzyna Szafrańska, polska narciarka alpejska, trenerka
- 1966:
  - Jens Glücklich, niemiecki kolarz torowy
  - Andrzej Zybała, polski politolog, wykładowca akademicki
- 1967:
  - Dariusz Drelich, polski polityk, samorządowiec, wojewoda pomorski
  - Tahar Chérif El-Ouazzani, algierski piłkarz, trener
  - Paulo R. Holvorcem, brazylijski matematyk, astronom amator
- 1968:
  - Hasiba Bu-l-Marka, algierska lekkoatletka, biegaczka średniodystansowa
  - Gabriela Pérez del Solar, peruwiańska siatkarka
  - Jorge Volpi, meksykański dziennikarz, pisarz
- 1969:
  - Gale Harold, amerykański aktor
  - Alexandra Hedison, amerykańska aktorka
  - Oli Herbert, amerykański gitarzysta, współzałożyciel zespołu All That Remains (zm. 2018)
  - Jonas Kaufmann, niemiecki śpiewak operowy (tenor)
- 1970:
  - Gary LeVox, amerykański wokalista, członek zespołu Rascal Flatts
  - Jason Orange, brytyjski piosenkarz, tancerz, aktor, członek zespołu Take That
  - Srđan Marković, serbski restaurator, szef kuchni, autor programów telewizyjnych
  - Andrėjus Tereškinas, litewski piłkarz
- 1971:
  - Andrea Boldrini, włoski kierowca wyścigowy
  - Astrid Crabo, szwedzka badmintonistka
  - Rüdiger Gamm, niemiecki sawant
  - Diederik Samsom, holenderski polityk
  - Aaron D. Spears, amerykański aktor
  - Wojciech Szewko, polski wykładowca akademicki, publicysta, analityk ds. stosunków międzynarodowych
- 1972:
  - Agnieszka Bartol, polska urzędniczka państwowa i unijna, wiceminister
  - Urve Palo, estońska polityk, menedżer
  - Peter Serafinowicz, brytyjski aktor, komik, scenarzysta, reżyser, kompozytor pochodzenia polskiego
  - Sofía Vergara, kolumbijska aktorka, modelka
  - Tilo Wolff, niemiecki muzyk, kompozytor, wokalista, członek zespołu Lacrimosa
- 1973:
  - Jeff Massey, amerykański koszykarz
  - Agnieszka Obremska-Malinowska, polska siatkarka
  - Hiromasa Yonebayashi, japoński rysownik, reżyser filmów anime
- 1974:
  - Amber Holland, kanadyjska curlerka
  - Víctor Hugo Peña, kolumbijski kolarz szosowy
- 1975:
  - Ibrahim Al-Harbi, saudyjski piłkarz
  - Martina Colombari, włoska aktorka, modelka, prezenterka telewizyjna
  - Bogusław Leśnodorski, polski prawnik, działacz piłkarski
  - Omar Andrés Narváez, brazylijski bokser
  - Stefán Karl Stefánsson, islandzki aktor (zm. 2018)
- 1976:
  - Edmílson, brazylijski piłkarz
  - Ludovic Giuly, francuski piłkarz
  - Adrian Grenier, amerykański aktor, reżyser i producent filmowy, kompozytor, wokalista
  - Giuseppe Maddaloni, włoski judoka
  - Lars Ricken, niemiecki piłkarz
- 1977:
  - Sonia Aquino, włoska aktorka
  - Schapelle Corby, australijska przestępczyni
  - Chiwetel Ejiofor, brytyjski aktor pochodzenia nigeryjskiego
  - Jamba, angolski piłkarz
  - Cezary Jankowski, polski aktor
  - Gwendoline Yeo, amerykańska aktorka pochodzenia chińskiego
- 1978:
  - Ray Kay, norweski reżyser filmowy
  - Christina Roslyng, duńska piłkarka ręczna
  - Nikola Sjekloća, czarnogórski bokser
  - Clarence Vinson, amerykański bokser
- 1979:
  - Aleksandra Dulkiewicz, polska prawnik, działaczka samorządowa, prezydent Gdańska
  - Gong Yoo, południowokoreański aktor
  - Ivan Hodúr, słowacki piłkarz
  - Lucjan Karasiewicz, polski polityk, poseł na Sejm RP
  - Inga Kołodziej Gołaszewska, polska judoczka
  - Małgorzata Kukucz, polska snowboardzistka
  - Maciej Ryszkowski, polski lekkoatleta, sprinter, samorządowiec
  - Tobias Unger, niemiecki lekkoatleta, sprinter
  - Dinko Żelazkow, bułgarski kulturysta
- 1980:
  - Ezequiel González, argentyński piłkarz
  - Dominika Kluźniak, polska aktorka
  - Claudia Leitte, brazylijska piosenkarka
  - Bruno Magalhães, portugalski kierowca rajdowy
  - Brian Mast, amerykański polityk, kongresman
  - Thomas Ian Nicholas, amerykański aktor, piosenkarz
  - Nina Pawłowicz, polska judoczka
  - Jessica Simpson, amerykańska piosenkarka, aktorka
  - Piotr Woźniak-Starak, polski producent filmowy, przedsiębiorca (zm. 2019)
- 1981:
  - Agnieszka Bartczak, polska tenisistka
  - Liber, polski raper
  - Rafał Radziszewski, polski hokeista
  - Siarhiej Szundzikau, białoruski judoka
  - Aleksandyr Tunczew, bułgarski piłkarz
- 1982:
  - Chemmy Alcott, brytyjska narciarka alpejska
  - Adrianna Borek, polska artystka kabaretowa
  - Władysław Jama, ukraiński tancerz, choreograf, osobowość telewizyjna
  - Sebastian Mila, polski piłkarz
- 1983:
  - Jelena Jemieljanowa, rosyjska siatkarka
  - Martyna Koc, polska koszykarka
  - Ana Maria Pavăl, rumuńska zapaśniczka
  - Julija Wakułenko, ukraińska tenisistka
- 1984:
  - Adris De León, dominikański koszykarz
  - Axel Jacobsen, duński siatkarz
  - Graham Weir, szkocki piłkarz
  - Aleksandra Zienkiewicz, polska aktorka
- 1985:
  - Jared Dudley, amerykański koszykarz
  - Mario Gómez, niemiecki piłkarz pochodzenia hiszpańskiego
  - Park Chu-young, południowokoreański piłkarz
  - Geoff Platt, kanadyjsko-białoruski hokeista
  - Lucimara Silva, brazylijska lekkoatletka, wieloboistka
- 1986:
  - Marko Ćetković, czarnogórski piłkarz
  - Daniel Friberg, szwedzki łyżwiarz szybki
  - Maren Fromm, niemiecka siatkarka
  - Andreas Palicka, szwedzki piłkarz ręczny, bramkarz pochodzenia czeskiego
  - Boris Sawczenko, rosyjski szachista
- 1987:
  - Steffen Deibler, niemiecki pływak
  - Michelle Fazzari, kanadyjska zapaśniczka (zm. 2024)
  - Marisa Field, kanadyjska siatkarka
  - Anna Kożnikowa, rosyjska piłkarka
  - Laura Skujiņa, łotewska zapaśniczka
  - Anastasija Wieramiejenka, białoruska koszykarka
- 1988:
  - Luna Carocci, włoska siatkarka
  - Kamil Skaskiewicz, polski zapaśnik
  - Sarah Walker, nowozelandzka kolarka BMX
  - Milagro Valero, wenezuelska polityczka
  - Aleh Wieraciła, białoruski piłkarz
- 1989:
  - Alan, brazylijski piłkarz
  - Yasemin Allen, brytyjsko-turecka aktorka
  - İsmail Köybaşı, turecki piłkarz
  - Yang Bin, chiński zapaśnik
  - Carlos Zambrano, peruwiański piłkarz
- 1990:
  - Kim Cesarion, szwedzki piosenkarz, autor tekstów, producent muzyczny pochodzenia grecko-gwadelupskiego
  - Veronica Kristiansen, norweska piłkarka ręczna
  - Eunan O’Kane, irlandzki piłkarz
  - Elena Runggaldier, włoska skoczkini narciarska
  - Sung Joon, południowokoreański aktor, model
  - Emilijus Zubas, litewski piłkarz, bramkarz
- 1991:
  - Angel Haze, amerykańska raperka, autorka tekstów
  - Nemanja Jaramaz, serbski koszykarz
  - Andriej Kudriaszow, rosyjski żużlowiec (zm. 2024)
  - Natalia Leśniak, polska łuczniczka
- 1992:
  - Ahn Ji-hyun, południowokoreańska aktorka
  - Frank Chamizo, kubańsko-włoski zapaśnik
  - A.J. English, amerykański koszykarz
  - Radik Kulijew, białoruski zapaśnik
- 1993:
  - Tiago Ferreira, portugalski piłkarz
  - Carlon Jeffery, amerykański raper, aktor
  - Jiří Veselý, czeski tenisista
- 1994:
  - Niklas Ajo, fiński motocyklista wyścigowy
  - Hamza Haloui, algierski zapaśnik
  - Lucas Höler, niemiecki piłkarz
  - Iuri Medeiros, portugalski piłkarz
- 1995:
  - Trayvon Bromell, amerykański lekkoatleta, sprinter
  - Anton Czyczkan, białoruski piłkarz
  - Ada Hegerberg, norweska piłkarka
  - Simranjit Kaur, indyjska pięściarka
- 1996 – Izabela Dec, polska zawodniczka karate
- 1997
  - Ebba Andersson, szwedzka biegaczka narciarska
  - Alba Baptista, portugalska aktorka
- 1998:
  - Kimia Alizadeh, irańska taekwondzistka
  - Angus Cloud, amerykański aktor (zm. 2023)
  - Ana Escamilla, hiszpańska siatkarka
  - Fredylan Marais, południowoafrykański zapaśnik
  - Anna Niedbała, polska lekkoatletka, kulomiotka
  - Doruk Pehlivan, turecki piłkarz ręczny
  - Haley Pullos, amerykańska aktorka
  - Hailey Swirbul, amerykańska biegaczka narciarska
- 1999 – Peruth Chemutai, ugandyjska lekkoatletka, biegaczka
- 2000:
  - Susane Lachele, polska lekkoatletka, sprinterka
  - Shallon Olsen, kanadyjska gimnastyczka
  - Orlando Robinson, amerykański koszykarz
- 2001:
  - Laeticia Amihere, kanadyjska koszykarka
  - Isabela Merced, amerykańska aktorka, piosenkarka pochodzenia peruwiańskiego
  - Anastasija Połujanowa, rosyjska łyżwiarka figurowa
- 2002:
  - Daniel Francis, sierraleoński piłkarz
  - Fredrick Mulambia, zambijski piłkarz
  - Mananchaya Sawangkaew, tajska tenisistka
- 2003:
  - Bai Yulu, chińska snookerzystka
  - Per Strand Hagenes, norweski kolarz szosowy
  - Momoka Horikawa, japońska łyżwiarka szybka
  - Nora Midtsundstad, norweska skoczkini narciarska
  - Matteo Nannini, włoski kierowca wyścigowy
  - Heidi Dyhre Traaserud, norweska skoczkini narciarska
- 2006:
  - Nahum Johnson, bahamski piłkarz
  - Hennadij Synczuk, ukraiński piłkarz
- 2007:
  - Viki Gabor, polska piosenkarka, kompozytorka, autorka tekstów pochodzenia romskiego
  - Mason Thames, amerykański aktor

## Zmarli
- 138 – Hadrian, cesarz rzymski (ur. 76)
- 649 – Tang Taizong, cesarz Chin (ur. 599)
- 983 – Benedykt VII, papież (ur. ?)
- 994 – Leopold I Babenberg, margrabia Austrii (ur. ok. 940)
- 1073 – Antoni Pieczerski, święty mnich prawosławny (ur. ?)
- 1086 – Kanut IV Święty, król Danii (ur. ok. 1043)
- 1093 – Ulryk z Cluny, niemiecki benedyktyn, święty (ur. 1029)
- 1099 – Cyd, kastylijski rycerz, hiszpański bohater narodowy (ur. ok. 1043)
- 1103 – Eryk I Zawsze Dobry, król Danii (ur. 1070)
- 1148 – Otto, czeski duchowny katolicki, biskup praski (ur. ?)
- 1226 – Budislav, czeski duchowny katolicki, biskup praski (ur. ?)
- 1241 – Bernardo di Quintavalle, włoski franciszkanin (ur. 1180)
- 1290 – Władysław IV Kumańczyk, król Węgier (ur. ok. 1262)
- 1390 – Tommaso Orsini, włoski kardynał (ur. ?)
- 1460 – Humphrey Stafford, angielski arystokrata, dowódca wojskowy (ur. 1402)
- 1461 – Stefan Tomasz Kotromanić, król Bośni (ur. ?)
- 1473 – Jakub II, król Cypru (ur. 1440)
- 1480 – René I, książę Bar, Lotaryngii i Andegawenii, król Neapolu i Aragonii (ur. 1409)
- 1510 – Katarzyna Cornaro, królowa Cypru (ur. 1454)
- 1532 – Małgorzata Hohenzollern, margrabianka brandenburska (ur. 1483)
- 1559 – Henryk II Walezjusz, król Francji (ur. 1519)
- 1584 – Wilhelm I Orański, hrabia Nassau, książę Oranii, stadhouder Republiki Zjednoczonych Prowincji (ur. 1533)
- 1585 – Georges d’Armagnac, francuski duchowny katolicki, arcybiskup Tours, kardynał (ur. 1500/01)
- 1590 – Karol Styryjski, arcyksiążę austriacki (ur. 1540)
- 1609 – Bartłomiej Tylicki, polski szlachcic, polityk (ur. ?)
- 1613 – Giulio Cesare Martinengo, włoski kompozytor (ur. ?)
- 1621 – Karol Bonawentura de Longueval, niemiecki wojskowy (ur. 1571)
- 1631 – Konstancja Habsburżanka, królowa Polski i Szwecji (ur. 1588)
- 1653 – Gabriel Naudé, francuski bibliotekarz, bibliograf (ur. 1600)
- 1671 – Filip Karol Burbon, francuski książę (ur. 1668)
- 1675 – Bertholet Flémalle flamandzki malarz (ur. 1614)
- 1680 – Louis Moréri, francuski encyklopedysta (ur. 1643)
- 1686 – Ercole Ferrata, włoski rzeźbiarz (ur. 1610)
- 1690 – Domenico Gabrielli, włoski kompozytor, wiolonczelista (ur. 1651)
- 1724 – Franz Werner Tamm, niemiecki malarz (ur. 1658)
- 1758 – Józef Grzegorz Popiołek, polski duchowny katolicki, profesor, rektor i podkanclerzy Akademii Krakowskiej (ur. 1704)
- 1762:
  - Jan Frederik Gronovius, holenderski botanik (ur. 1686)
  - Johann Adam Steinmetz, niemiecki duchowny i teolog luterański, pietysta, pedagog (ur. 1684)
- 1767 – Jan Fryderyk, książę Schwarzburg-Rudolstadt (ur. 1721)
- 1797 – Fryderyk Melfort, polski major, uczestnik insurekcji kościuszkowskiej (ur. 1763)
- 1806 – George Stubbs, brytyjski malarz (ur. 1724)
- 1811 – Mikołaj Morawski, polski szlachcic, generał major, polityk (ur. ok. 1743)
- 1812 – Carl Ludwig Willdenow, niemiecki botanik (ur. 1765)
- 1820 – William Wyatt Bibb, amerykański polityk (ur. 1781)
- 1828 – Louis-Augustin Bosc d'Antic, francuski przyrodnik, wykładowca akademicki (ur. 1759)
- 1839 – Fernando Sor, hiszpański gitarzysta, kompozytor (ur. 1778)
- 1840:
  - Antoni Nguyễn Hữu Quỳnh, wietnamski męczennik i święty katolicki (ur. ok. 1768)
  - Piotr Nguyễn Khắc Tự, wietnamski męczennik i święty katolicki (ur. ok. 1808)
- 1845 – Christian Frederik Hansen, duński architekt (ur. 1756)
- 1848 – Karoline Jagemann, niemiecka aktorka, śpiewaczka (ur. 1777)
- 1849 – Aleksandra Romanowa, wielka księżna Rosji (ur. 1842)
- 1851 – Louis Daguerre, francuski malarz, scenograf, chemik, wynalazca, pionier fotografii (ur. 1787)
- 1858 – Auguste de Montferrand, francuski architekt (ur. 1786)
- 1859 – Józef Szułdrzyński, polski ziemianin, działacz społeczny i gospodarczy (ur. 1801)
- 1860 – Męczennicy z Damaszku:
  - Mikołaj Maria Alberga y Torres, hiszpański franciszkanin, misjonarz, męczennik, błogosławiony (ur. 1830)
  - Jan Jakub Fernandez, hiszpański franciszkanin, misjonarz, męczennik, błogosławiony (ur. 1808)
  - Engelbert Kolland, austriacki franciszkanin, misjonarz, męczennik, błogosławiony (ur. 1860)
  - Askaniusz Nicanore, hiszpański franciszkanin, misjonarz, męczennik, błogosławiony (ur. 1814)
  - Franciszek Pinazo, hiszpański franciszkanin, misjonarz, męczennik, błogosławiony (ur. 1812)
  - Emanuel Ruiz, hiszpański franciszkanin, misjonarz, męczennik, błogosławiony (ur. 1804)
  - Piotr Soler, hiszpański franciszkanin, misjonarz, męczennik, błogosławiony (ur. 1827)
  - Karmel Volta, hiszpański franciszkanin, misjonarz, męczennik, błogosławiony (ur. 1803)
- 1865 – Jan Towarnicki, polski lekarz, filantrop (ur. 1773 lub 78)
- 1869 – Jan Wnęk, polski cieśla, rzeźbiarz ludowy, pionier szybownictwa (ur. 1828)
- 1872 – Wilhelm Eisenlohr, niemiecki fizyk (ur. 1799)
- 1873 – Teodor Baltazar Stachowicz, polski malarz (ur. 1800)
- 1881 – William Wood, brytyjski arystokrata, prawnik, polityk (ur. 1801)
- 1883 – Gryzelda Celestyna Działyńska, polska działaczka oświatowa, filantropka (ur. 1804)
- 1884:
  - Karl Richard Lepsius, niemiecki egiptolog, filolog (ur. 1810)
  - Paul Morphy, amerykański szachista (ur. 1837)
- 1889 – Julia Tyler, amerykańska pierwsza dama (ur. 1820)
- 1895 – Caroline Miolan-Carvalho, francuska śpiewaczka operowa (sopran) (ur. 1827)
- 1896 – Joseph-Chrétien-Ernest Bourret, francuski kardynał (ur. 1827)
- 1901 – Klemens (Drumew), bułgarski biskup prawosławny, pisarz, polityk (ur. 1840)
- 1902:
  - Maximilian Gritzner, niemiecki wojskowy, bibliotekarz, historyk (ur. 1843)
  - Lőrinc Schlauch, węgierski duchowny katolicki, biskup Satu Mare i Oradea Mare, kardynał (ur. 1824)
  - Fryderyka Schleswig-Holstein-Sonderburg-Glücksburg, niemiecka arystokratka (ur. 1811)
- 1903 – Paul Jamin, francuski malarz (ur. 1853)
- 1908 – Phoebe Knapp, amerykańska kompozytorka (ur. 1839)
- 1910 – Johann Gottfried Galle, niemiecki astronom (ur. 1812)
- 1912 – Adolf Deucher, szwajcarski polityk, prezydent Szwajcarii (ur. 1831)
- 1913 – Mikoláš Aleš, czeski malarz, rysownik, grafik (ur. 1852)
- 1915:
  - Hendrik Willem Mesdag, holenderski malarz marynista (ur. 1831)
  - Waża Pszawela, gruziński pisarz (ur. 1861)
  - James Edward Quigley, amerykański duchowny katolicki, arcybiskup Chicago (ur. 1854)
  - Maria Dorota Radziwiłłowa, polska ziemianka (ur. 1840)
- 1918 – Gustave Vié, francuski duchowny katolicki, biskup Monako (ur. 1849)
- 1919 – Hugo Riemann, niemiecki muzykolog (ur. 1849)
- 1920 – John Arbuthnot Fisher, brytyjski arystokrata, admirał (ur. 1841)
- 1923:
  - Witold Korytowski, polski prawnik, przedsiębiorca, polityk austro-węgierski (ur. 1850)
  - Hieronim Przepiliński, polski pułkownik intendent, działacz niepodległościowy, organizator i dowódca Legionu Śląskiego, pedagog (ur. 1870)
- 1924 – Helena Kordzikowska-Romańska, polska posiadaczka ziemska, pisarka, działaczka narodowa, społeczna i oświatowa (ur. 1846)
- 1925 – Giacomo Boni, włoski archeolog (ur. 1859)
- 1926 – Maria z Łubieńskich Górska, polska posiadaczka ziemska, działaczka społeczna, katolicka i charytatywna (ur. 1838)
- 1927:
  - Louise Abbéma, francuska malarka, rzeźbiarka (ur. 1853)
  - Kevin O’Higgins, irlandzki polityk (ur. 1892)
- 1928:
  - Paul Clemens von Baumgarten, niemiecki patolog, wykładowca akademicki (ur. 1848)
  - Edmund Cięglewicz, polski dziennikarz, tłumacz, taternik (ur. 1862)
- 1929:
  - Ève Lavallière, francuska aktorka (ur. 1866)
  - Józef Malewski, polski generał brygady, weterynarz (ur. 1875)
- 1930:
  - Henry S. Benedict, amerykański prawnik, polityk (ur. 1878)
  - Tadeusz Dembowski, polski chirurg (ur. 1856)
- 1931 – William Horatio Bates, amerykański okulista (ur. 1860)
- 1933 – Jan Malczewski, polski weteran powstania styczniowego (ur. 1943)
- 1934 – Erich Mühsam, niemiecki anarchista, dziennikarz, pisarz pochodzenia żydowskiego (ur. 1878)
- 1935 – Georgi Pajakow, bułgarski psychiatra (ur. 1871)
- 1936 – Abraham Berge, norweski polityk, premier Norwegii (ur. 1851)
- 1938:
  - Arthur Barclay, liberyjski przedsiębiorca, publicysta, urzędnik, polityk (ur. 1854)
  - Maria Koburg, królowa Rumunii (ur. 1875)
- 1940 – Donald Tovey, brytyjski pianista, kompozytor, pisarz muzyczny (ur. 1875)
- 1941:
  - Andrij Bandera, ukraiński duchowny greckokatolicki (ur. 1882)
  - Kazimierz Gałecki, polski prawnik, polityk, wojewoda krakowski (ur. 1863)
  - Jelly Roll Morton, amerykański pianista jazzowy, kompozytor, lider zespołu (ur. 1890)
  - Marian Ocetkiewicz, polski pułkownik piechoty (ur. 1895)
  - Walerian (Pribićević), serbski biskup prawosławny (ur. 1870)
- 1942:
  - Władysław Cyga, polski major (ur. 1893)
  - Václav Klofáč, czeski dziennikarz, polityk (ur. 1868)
- 1943 – Frank Schlesinger, amerykański astronom (ur. 1871)
- 1944:
  - Edward Joseph Hanna, amerykański duchowny katolicki, arcybiskup San Francisco (ur. 1860)
  - Stanisław Kamocki, polski malarz, grafik (ur. 1875)
  - Lucien Pissarro, francusko-brytyjski malarz pochodzenia żydowskiego (ur. 1863)
  - Yoshitsugu Saitō, japoński generał porucznik (ur. 1890; alternatywna data śmierci: 7 lipca 1944)
- 1945 – Karsten Konow, norweski żeglarz sportowy (ur. 1918)
- 1946:
  - Eugenia Kierbedź, polska filantropka (ur. 1855)
  - Stefan Moszczeński, polski ekonomista rolny, działacz społeczny (ur. 1871)
- 1948 – Wsewołod Petriw, ukraiński generał-chorąży, polityk (ur. 1883)
- 1949 – Antoni Dygat, polski architekt (ur. 1886)
- 1950 – Witalij Chłopin, rosyjski radiochemik, wykładowca akademicki (ur. 1890)
- 1951 – Bolesław Częścik, polski plutonowy, żołnierz podziemia antykomunistycznego (ur. 1924)
- 1952 – Rued Langgaard, duński kompozytor, organista (ur. 1893)
- 1955 – Jerry Hoyt, amerykański kierowca wyścigowy (ur. 1929)
- 1956 – Piotr Zubowicz, polski prawnik, adwokat, notariusz, polityk, senator RP (ur. 1880)
- 1957 – Szalom Asz, żydowski prozaik, dramaturg (ur. 1880)
- 1958:
  - Franz Bardon, czeski okultysta (ur. 1909)
  - Boris Winigradow, rosyjski zoolog (ur. 1891)
- 1962:
  - Jehuda Lejb Majmon, izraelski polityk (ur. 1875)
  - Tommy Milton, amerykański kierowca wyścigowy (ur. 1893)
  - Alberts Rumba, łotewski łyżwiarz szybki, trener (ur. 1892)
- 1964:
  - Jan Bieliński, polski działacz regionalny, drukarz, księgarz, dziennikarz (ur. 1870)
  - Alphonse Dain, francuski bizantynolog, wykładowca akademicki (ur. 1896)
  - Kazimierz Kwiatkowski, polski malarz (ur. 1893)
  - Maria Rodak, polska nauczycielka, polityk, poseł na Sejm PRL (ur. 1910)
- 1965:
  - Jacques Audiberti, francuski prozaik, poeta, dramaturg (ur. 1899)
  - Aleksander Idzik, polski podpułkownik piechoty (ur. 1893)
  - Maria Tarnowska, polska księżna, działaczka społeczna, major AK (ur. 1880)
  - Leslie Wormald, brytyjski major, wioślarz (ur. 1890)
- 1966:
  - Gʻafur Gʻulom, uzbecki poeta, prozaik, publicysta, tłumacz (ur. 1903)
  - Aleksandr Rudakow, radziecki polityk (ur. 1910)
  - Kazimierz Szpotański, polski inżynier elektryk (ur. 1887)
- 1967 – Otto Wettstein-Westersheimb, austriacki zoolog, biolog (ur. 1892)
- 1968:
  - Nachum Nir, izraelski polityk (ur. 1884)
  - Czesław Rydalski, polski polityk, minister przemysłu mięsnego i mleczarskiego (ur. 1903)
  - Michele Tito, włoski lekkoatleta, sprinter (ur. 1920)
- 1969:
  - Bogumił Kobiela, polski aktor (ur. 1931)
  - Roman Pisarski, polski pisarz, nauczyciel (ur. 1912)
  - João de Souza Mendes, brazylijski szachista (ur. 1892)
- 1970:
  - Maria Orsola Bussone, włoska Czcigodna Służebnica Boża (ur. 1954)
  - Félix Gaillard, francuski polityk, premier Francji (ur. 1919)
  - Thomas B. Stanley, amerykański polityk, przedsiębiorca (ur. 1890)
  - Franciszek Zagórnik, polski żołnierz, major Wojska Polskiego (ur. 1900)
- 1971 – Ahmed Bahnini, marokański polityk, premier Maroka (ur. 1909)
- 1972:
  - Francis Gailey, australijski pływak (ur. 1882)
  - Gejus van der Meulen, holenderski piłkarz, bramkarz (ur. 1903)
  - Leon Rozpendowski, polski malarz (ur. 1897)
- 1973 – Władysław Winawer, polski adwokat (ur. 1899)
- 1975 – Achille Van Acker, belgijski polityk, premier Belgii (ur. 1898)
- 1976 – Mike Pratt, brytyjski aktor, autor tekstów piosenek (ur. 1931)
- 1978:
  - Marcos Croce, argentyński piłkarz, bramkarz (ur. 1894)
  - Joe Davis, angielski snookerzysta (ur. 1901)
- 1979 – Arthur Fiedler, amerykański dyrygent (ur. 1894)
- 1980 – Kazimierz Wünsche, polski kapitan pilot (ur. 1919)
- 1981 – Giuseppe Tosi, włoski lekkoatleta, dyskobol (ur. 1916)
- 1982:
  - Karl Hein, niemiecki lekkoatleta, młociarz (ur. 1908)
  - Maria Jeritza, czeska śpiewaczka operowa (sopran) (ur. 1887)
- 1983:
  - Włodzimierz Dahlig, polski chemik (ur. 1916)
  - Werner Egk, niemiecki kompozytor (ur. 1901)
- 1985 – Zenon Stefaniuk, polski bokser (ur. 1930)
- 1986:
  - Lê Duẩn, wietnamski polityk, sekretarz generalny Komunistycznej Partii Wietnamu (ur. 1907)
  - Tadeusz Piotrowski, polski wspinacz (ur. 1940)
- 1987 – John Hammond, amerykański producent muzyczny, łowca talentów (ur. 1910)
- 1988 – Baruch Kamin, izraelski polityk (ur. 1914)
- 1989:
  - Mel Blanc, amerykański aktor (ur. 1908)
  - Józef Powroźniak, polski pedagog muzyczny, publicysta (ur. 1902)
  - Wiesław Stasielak, polski koszykarz, trener (ur. 1947)
- 1990:
  - Stanisław Bobrowski, polski podpułkownik piechoty (ur. 1896)
  - Siergiej Rudenko, radziecki marszałek lotnictwa (ur. 1904)
- 1991:
  - Jerry Leaf, amerykański krionik (ur. 1941)
  - Włodzimierz Słobodnik, polski poeta, satyryk, tłumacz (ur. 1900)
- 1992:
  - Ion Bogdan, rumuński piłkarz (ur. 1915)
  - Alfons Klafkowski, polski prawnik, polityk, prezes Trybunału Konstytucyjnego (ur. 1912)
  - Małgorzata Kozera-Gliszczyńska, polska koszykarka (ur. 1961)
  - Albert Pierrepoint, brytyjski kat (ur. 1905)
- 1993:
  - Teodor Anioła, polski piłkarz (ur. 1925)
  - Muhammad Ali Hajsam, jemeński polityk, premier Jemenu Południowego (ur. 1940)
  - Masuji Ibuse, japoński pisarz (ur. 1898)
- 1994 – Zbigniew Piórkowski, polski bokser (ur. 1929)
- 1995 – Maria Szymańska, łotewska chemik pochodzenia polskiego (ur. 1922)
- 1996:
  - Czesław Centkiewicz, polski pisarz, podróżnik (ur. 1904)
  - Eno Raud, estoński pisarz (ur. 1928)
- 1997 – Ivor Allchurch, walijski piłkarz (ur. 1929)
- 1998 – Luis Alonso Schökel, hiszpański jezuita, teolog (ur. 1920)
- 1999:
  - Ludwik Czachowski, polski hokeista, trener (ur. 1944)
  - Walter Evans, amerykański inżynier elektryk (ur. 1920)
  - Edward Rinke, polski bokser, trener, działacz sportowy (ur. 1917)
- 2000:
  - Conrad McRae, amerykański koszykarz (ur. 1971)
  - Feliks Rudomski, polski śpiewak operowy (bas), pedagog (ur. 1912)
- 2001:
  - Giulio Gerardi, włoski biegacz narciarski (ur. 1912)
  - Álvaro Magaña, salwadorski polityk, prezydent Salwadoru (ur. 1927)
- 2002:
  - Sławomir Bral, polski autor literatury młodzieżowej (ur. 1934)
  - Marija Smirnowa, radziecka pilotka wojskowa (ur. 1920)
  - Dezyderij Towt, ukraiński piłkarz, trener pochodzenia węgierskiego (ur. 1920)
- 2003:
  - Winston Graham, brytyjski pisarz (ur. 1908)
  - Hartley Shawcross, brytyjski prawnik, polityk (ur. 1902)
  - Manuel Vasques, portugalski piłkarz (ur. 1926)
- 2004:
  - Lech Krzyżaniak, polski archeolog, muzealnik (ur. 1940)
  - Maria de Lourdes Pintasilgo, portugalska polityk, premier Portugalii (ur. 1930)
  - Jerzy Rzeszuto, polski dziennikarz (ur. 1953)
- 2005:
  - Adam Kwiatkowski, polski aktor (ur. 1922)
  - Frank D. Moores, kanadyjski polityk, premier prowincji Nowa Fundlandia i Labrador (ur. 1933)
  - A.J. Quinnell, brytyjski pisarz (ur. 1940)
- 2006 – Szamil Basajew, czeczeński bojownik, przywódca rebeliantów (ur. 1965)
- 2007:
  - Kazimierz Barcikowski, polski polityk, poseł na Sejm PRL, wicepremier, minister rolnictwa (ur. 1927)
  - Abdul Rashid Ghazi, pakistański imam (ur. 1964)
  - Michał Witwicki, polski architekt, konserwator zabytków (ur. 1921)
- 2008:
  - Jakob Ejersbo, duński pisarz (ur. 1968)
  - Krystyna Kersten, polska historyk, wykładowczyni akademicka, publicystka (ur. 1931)
- 2009:
  - John Caldwell, irlandzki bokser (ur. 1938)
  - Zena Marshall, brytyjska aktorka (ur. 1925)
- 2010 – Franciszek Maurer, polski architekt (ur. 1918)
- 2011:
  - Aleksy Kowalik, polski starszy strzelec, obrońca Westerplatte (ur. 1915)
  - Ragnar Lundberg, szwedzki lekkoatleta, tyczkarz (ur. 1924)
  - Zdzisława Pabjańczyk-Ogłozińska, polska koszykarka (ur. 1944)
  - Roland Petit, francuski tancerz, choreograf (ur. 1924)
- 2012:
  - Jerzy Dreyza, polski ekonomista, dziennikarz (ur. 1932)
  - Peter Kyros, amerykański polityk (ur. 1925)
- 2013:
  - Józef Gara, polski górnik, poeta, autor tekstów piosenek (ur. 1929)
  - Marian Urbańczyk, polski fizyk, elektronik, wykładowca akademicki (ur. 1948)
  - İbrahim Zengin, turecki zapaśnik (ur. 1931)
- 2014:
  - Arnold Drozdowski, polski biolog (ur. 1924)
  - On Kawara, japoński artysta intermedialny (ur. 1932)
  - Zohra Sehgal, indyjska aktorka (ur. 1912)
- 2015:
  - Christian Audigier, francuski projektant mody, przedsiębiorca (ur. 1958)
  - Marian Kwarciński, polski żużlowiec (ur. 1933)
  - Roger Rees, amerykański aktor pochodzenia walijskiego (ur. 1944)
  - Omar Sharif, egipski aktor, scenarzysta i producent filmowy, piosenkarz (ur. 1932)
  - Konrad Strycharczyk, polski śpiewak operowy (tenor), aktor, żołnierz podziemia antykomunistycznego (ur. 1923)
  - Jon Vickers, kanadyjski śpiewak operowy (tenor) (ur. 1926)
- 2016:
  - Czesław Druet, polski oceanolog (ur. 1926)
  - Anatolij Isajew, rosyjski piłkarz, trener (ur. 1932)
  - Norbert Joos, szwajcarski wspinacz (ur. 1960)
  - Alfred G. Knudson, amerykański lekarz, genetyk (ur. 1922)
  - Michał Kornatowski, polski lekarz, polityk, wiceminister zdrowia (ur. 1956)
- 2017:
  - Peter Härtling, niemiecki pisarz (ur. 1933)
  - Claes Ivarsson, szwedzki żużlowiec (ur. 1968)
  - Jan Majewski, polski duchowny katolicki, prawnik, polityk, poseł na Sejm RP (ur. 1942)
- 2018:
  - Carlo Benetton, włoski przedsiębiorca, miliarder, współzałożyciel Benetton Group (ur. 1943)
  - Mikałaj Dziemianciej, białoruski działacz partyjny i państwowy (ur. 1931)
  - Vojtěch Mynář, czeski samorządowiec, polityk, eurodeputowany (ur. 1944)
  - Jan Henry Olsen, norweski polityk, minister rybołówstwa (ur. 1956)
- 2019:
  - Valentina Cortese, włoska aktorka (ur. 1923)
  - Maciej Jankowski, polski spawacz, działacz opozycji antykomunistycznej, polityk, poseł na Sejm RP (ur. 1946)
  - Freddie Jones, brytyjski aktor (ur. 1927)
  - Łukasz Lonka, polski motocrossowiec (ur. 1990)
  - James Small, południowoafrykański rugbysta (ur. 1969)
- 2020:
  - Jack Charlton, angielski piłkarz, trener (ur. 1935)
  - Miloš Jakeš, czechosłowacki polityk komunistyczny (ur. 1922)
  - Wolfgang Jerat, niemiecki piłkarz, trener (ur. 1955)
  - Lara van Ruijven, holenderska panczenistka (ur. 1992)
  - Anna Stroka, polska germanistka, literaturoznawczyni, tłumaczka (ur. 1923)
  - Olga Tass, węgierska gimnastyczka sportowa (ur. 1929)
- 2021:
  - Travis Fulton, amerykański bokser, kickbokser, zawodnik mieszanych sztuk walki (MMA) (ur. 1977)
  - Tadeusz Stefan Lewandowski, polski związkowiec, polityk, poseł na Sejm i senator RP (ur. 1944)
  - Wacław Szklarski, polski generał dywizji (ur. 1925)
- 2022:
  - Adam Blaszyński, polski perkusista, członek zespołów: Grupa Bluesowa Gramine i 2 plus 1 (ur. 1951)
  - Ənvər Çingizoğlu, azerski historyk, dziennikarz, pisarz (ur. 1962)
  - Piotr Kraszewski, polski historyk, politolog (ur. 1944)
  - Juan Roca, kubański koszykarz (ur. 1950)
- 2023 – Marek Bartosik, polski inżynier, polityk, nauczyciel akademicki, polityk, poseł na Sejm PRL, wiceminister nauki (ur. 1941)
- 2024:
  - Joe Engle, amerykański pilot wojskowy, inżynier, astronauta (ur. 1932)
  - Alphonsus Mathias, indyjski duchowny katolicki, arcybiskup Bangaluru (ur. 1928)
  - Bogusław Nowak, polski żużlowiec, trener (ur. 1952)
  - Hans-Otto Schumacher, niemiecki kajakarz górski (ur. 1950)
  - Janusz Sikora, polski duchowny luterański, radca Konsystorza Kościoła (ur. 1954)
  - Jānis Straume, łotewski lekarz, polityk, przewodniczący Sejmu (ur. 1962)
  - Marian Velicu, rumuński bokser (ur. 1977)
- 2025:
  - Stepan Jurczyszyn, ukraiński piłkarz, trener (ur. 1957)
  - Janusz Tartyłło, polski malarz, grafik, scenograf (ur. 1930)